# João Emir Porto Pereira
João Emir Porto Pereira, meglio noto come João Emir (Pelotas, 17 marzo 1989), è un calciatore brasiliano, centrocampista del Fu Moon.

## Carriera
In carriera ha giocato 12 partite nella Coppa dell'AFC, 8 con il Tai Po e 4 con il South China.

## Palmarès

### Club

#### Competizioni nazionali
- Hong Kong Premier League: 1

Tai Po: 2018-2019